# Black Barbie
Black Barbie är en amerikansk dokumentärfilm från 2023, skapad av Lagueria Davis.
Filmen premiärvisades på South by Southwest i mars 2023 och hade den 19 juni 2024 premiär på strömningstjänsten Netflix.

## Handling
Filmen kretsar kring historien om svarta dockor och visar hur sällsynt mångsidig representation var i mitten av 1900-talet och hur Black Barbie ändrade på det genom att vara en docka som svarta barn kunde identifiera sig med.

## Medverkande (i urval)
- Beulah Mae Mitchell
- Kitty Black Perkins
- Stacey McBride-Irby